# Bradypodion gutturale
Bradypodion gutturale (каруйський карликовий хамелеон) — вид ігуаноподібних ящірок родини хамелеонових (Chamaeleonidae). Ендемік Південно-Африканської Республіки.

## Поширення і екологія
Каруйські карликові хамелеони мешкають в Малому Кару, у навколишніх Капських горах та на Агульяській рівнині. Вони живуть в заростях фінбошу, реностервельду і кару.